# Infinity Broadcasting Corporation
Pour les articles homonymes, voir Infinity.
Infinity Broadcasting Corporation (ou Infinity) est une société du groupe Viacom dont le siège social est situé à New York.

Logo de la société de radio

Il s'agit d'un des principaux groupes de radio aux États-Unis. En 2004, Infinity possède 180 stations de radio dans 22 États et est actionnaire minoritaire de Westwood One. En 2005, la société est renommée CBS Radio.